# Ilha Adak
Adak (em alemão:  Adaax) é uma das ilhas Aleutas. É habitada e fica no sub-arquipélago das Ilhas Andreanof.

## História
Os primeiros habitantes da ilha Adak foram os povos aleútes ou unangas desde a antiguidade. Exploradores russos visitaram a ilha no século XVIII, mas não estabeleceram assentamentos permanentes. No início do século XIX ficou desabitada, embora ocasionalmente tenha sido visitada para caçar e pescar.
Durante a Segunda Guerra Mundial, o exército imperial japonês controlou duas das ilhas Aleutas mais ocidentais, a ilha Attu e a ilha Kiska. Os japoneses também atacaram a base americana de Dutch Harbor por ar. A campanha japonesa coincidiu com a mais conhecida Batalha de Midway. Em resposta, as forças armadas dos Estados Unidos começaram uma campanha para expulsar os invasores. Dado que a presença militar dos EUA mais próxima estava em Cold Bay, os Estados Unidos começaram a construir bases nas ilhas Aleutas ocidentais para lançar operações contra os japoneses. A ilha Adak foi escolhida como base de um campo de aviação, e as operações de voo começaram em setembro de 1942. Em 11 de maio de 1943, quatro dias após a data inicial da invasão que foi atrasada pelo mau tempo, os soldados americanos desembarcaram em Attu e derrotaram a guarnição japonesa lá colocada, tendo morrido 2300 japoneses e 550 norte-americanos. Esperando uma batalha similar na ilha Kiska, os soldados americanos que desembarcam em 15 de agosto de 1943, notaram que os ocupantes foram evacuados em segredo pelas forças navais japonesas em finais de maio de 1943. Mesmo assim, mais de 313 soldados dos EUA morreram devido a fogo amigo, minas e outros dispositivos antipessoal, durante as operações dos Estados Unidos na reconquista de Kiska. Em 1953, os restos de 236 mortos japoneses que foram sepultados no cemitério de Adak foram novamente sepultados no cemitério nacional de Chidorigafuchi, no Japão.
Depois de terminar a guerra, os aproximadamente 6000 militares americanos que serviram em Adak durante a Segunda Guerra Mundial lamentavam o clima frio, brumoso e ventoso de Adak; a lama, barracões pré-fabricados, poucas mulheres, falta de árvores e um vulcão que de emitia fumarolas ocasionalmente. A comida fresca era uma raridade.

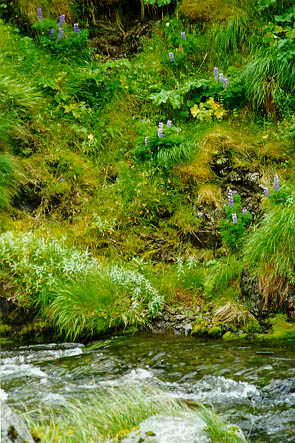
Ilha Adak, Lupinus em Finger Bay Creek. Crédito: US Fish and Wildlife Service

A Estação aérea naval de Adak continuou a servir como base militar durante a Guerra Fria mas em 1995 foi anunciado o seu encerramento, completado em março de 1997. Pouco tempo depois, a cidade de Adak incorporou o local da base. De 6000 habitantes, a ilha passou em 2010 para apenas 326 residentes, todos na cidade de Adak, na parte norte da ilha. Em 1980, criou-se o Refúgio Nacional de Vida Silvestre das Ilhas Aleutas e grande parte da ilha Adak está dentro dos seus limites.
O Alaska Department of Fish and Game introduziu aproximadamente 200 caribus na ilha para ajudar a prevenir situações de fome. A grande manada de caribus é agora um destino popular de caçadores locais.
Em setembro de 1998, 30 famílias foram reassentadas na ilha.

## Vegetação
Devido a ventos fortes, nuvem e temperaturas baixas, a vegetação é principalmente tundra (ervas, musgos, bagas, baixas plantas com flores) em altitudes mais baixas. O ponto mais alto é o Monte Moffett, perto da ponta noroeste da ilha, a uma altitude de 3924 pés (1196 m), coberto de neve a maior parte do ano.